# Осташков
Осташков (на руски: Осташков) е град в Русия, административен център на Осташковски район, Тверска област. Населението на града към 1 януари 2018 година е 15 981 души.